# Памятник скорбящей Матери (Кысыл-Деревня)
«Монумент „Саха ус кырыылаах буойуннара“, посвященный воинам, участникам Великой Отечественной войны (1941—1945 гг.)» — мемориальный комплекс, посвящённый памяти воинов погибших в годы Великой Отечественной войны в селе Кысыл-Деревня, Хатын-Арынского наслега, Намского улуса, Республики Саха (Якутия), в 50 метрах к востоку от 87,75 км федеральной трассы Якутск-Хатырык. Памятник истории местного значения.

## Общая информация
После завершения Великой Отечественной войны в городах и сёлах республики Якутия стали активно возводить первые памятники и мемориалы, посвящённые павшим солдатам. Памятник скорбящей Матери на федеральной трассе Якутск-Хатырык рядом с селом Кысыл-Деревня — работа народного художника Элляя Сивцева был создан в 1975 году.

## История
По архивным данным, в годы Великой Отечественной войны из Хатын-Арынского наслега были призваны на фронт и отважно защищали интересы Отечества 140 человек, из них 88 погибли на полях сражений и без вести пропали, 52 человека вернулись на Родину.

## Описание памятника
Монумент «Саха ус кырыылаах буойуннара», посвященный воинам, участникам Великой Отечественной войны (1941—1945 гг.) был сооружён и открыт в 1975 году в честь празднования 30-летия Победы. Комплекс находится на окраине села Кысыл-Деревня. Скульптор Сивцев Э.С является автором памятника.
Сам монумент представляет собой объемно-пространственную композицию, которая состоит из трёх железобетонных трёхгранных пилонов в виде пирамид. Расположен памятник на возвышенном холме и выкрашен серебристой краской. В центральной части пирамиды установлена табличка с именами 15 участников Гражданской войны имеется надпись даты «1920-1924 гг.» и изображение будёновки. Высота центральной пирамиды 7,9 метра. Перед пирамидой установлена скульптура скорбящей женщины на руках, которой имеется три цветка лилии. Высота этой фигуры 1,6 метра. Композиция размещена на бетонном постаменте. С левой и с правой стороны также расположены пирамиды высотой 6,85 метра и 6,4 метра. Имеется надпись в левой части: «Албан аат геройдарга» и указаны имена 43 воинов, павших на войне. В правой части также нанесена надпись: «Слава героям» и указаны имена 19 воинов вернувшихся на Родину. Также нанесены изображения каски советского солдата, автомата и звезды. Поминальные свечи можно установить в нише на каждой пирамиде. Основание памятника шестигранное. К монументу сооружена лестница с 19 ступеньками. Памятник ограждён 22 металлическими столбами с цепями.
В соответствии с приказом Министерства культуры и духовного развития Республики Саха (Якутия) "О включении выявленного объекта культурного наследия «Монумент „Саха ус кырыылаах буойуннара“, посвященный воинам, участникам Великой Отечественной войны (1941—1945 гг.)», расположенного по адресу: Республика Саха (Якутия), Намский улус (район), МО «Хатын-Арынский наслег», с. Кысыл Деревня в 50 м к востоку от 87,75 км федеральной трассы Якутск-Хатырык" памятник внесён в реестр объектов культурного наследия народов Российской Федерации и охраняется государством.